# Застрахователно дружество „България“
На 1 октомври през 1891 г. в град Русе е учредено първото българско застрахователно дружество – „България“. Имало е свои клонове в София и другите градове на страната, както и представителства в Цариград, Берлин, Солун, Скопие, Велес, Битоля, Охрид, Париж, Атина, Пирея, Лондон, Александрия, Чикаго, Амстердам и Мадрид. Практикувало e всички видове застраховки. „България“ е било най-старото и най-стабилно застрахователно дружество, което от основаването си e заплатило на своите застраховани над 6 500 000 000 стари български лева.
По проект на Едуард Винтер е построена собствена голяма сграда на ул. „Александровска“ в град Русе. Сградата е в стил неокласицизъм с употреба на ризалити и пиластри. Ръководител на строителството от 1898 до 1900 година е Удо Рибау, проектант на известната сграда на старата музикална гимназия в града. Фреските в интериора са от 1901 година на италианския художник Медеа Джовани Пигор. По-голямата част от тях обаче са замазани или унищожени при ползването на помещенията от бившата милиция. Днес сградата е собственост на ДЗИ и е в окаяно състояние.
След деветосептемврийския преврат през 1944 г., когато комунистическата партия в България установява своята еднопартийна тоталитарна власт, всички застрахователни дружества в страната преминават към Държавния застрахователен институт (ДЗИ). Това е краят на Първото българско застрахователно дружество „България“.
През 1991 г., малко след падането на комунистическия режим (1989), е създадено Застрахователно и презастрахователно дружество „България“. То обаче не е признато за наследник на първото застрахователно дружество в България. През 1996 г. е закупено от застрахователното дружество „Алианц“- Германия.